# Suzanne Ramié
Suzanne Douly, née à Lyon 3e le 13 janvier 1905, décédée le 12 juin 1974, est une céramiste française, connue en tant qu'artiste sous son nom d'épouse, Suzanne Ramié. 

## Biographie
Suzanne Ramié est formée à l'École des beaux-arts de Lyon entre 1922 à 1926, sections décoration et céramique. Elle commence sa carrière en tant que dessinatrice textile à Lyon avant de partir s'installer en Provence au milieu des années 1930.
Elle s'initie à l'art de la céramique avec le potier Jean-Baptiste Chiapello puis ouvre son propre atelier à Vallauris en 1938, l'atelier Madoura, acronyme composé des premières lettres des mots maison, Douly et Ramié. Rompant avec la tradition des objets utilitaires produits par les potiers locaux, elle produit des œuvres aux formes épurées et originales et devient l'une des figures clés de Vallauris. Elle est également connue pour ses liens artistiques avec Pablo Picasso, qu'elle a accueilli dans son atelier dès 1946 et à qui elle a enseigné l'art de l'émail et de la cuisson de la terre. Son influence sur l'activité de céramiste de Picasso est certaine,.

## Reconnaissance
Le Musée des beaux-arts de Lyon lui a consacré une exposition en 1975, "Madoura, hommage à Suzanne Ramié",. Certaines de ses œuvres sont visibles au Musée des arts décoratifs de Paris.
Depuis 1998, une rue de Vallauris porte son nom.